# Sphaerichthys osphromenoides
Sphaerichthys osphromenoides Canestrini, 1860, è un pesce d'acqua dolce, appartenente alla famiglia Osphronemidae, sottofamiglia Luciocephalinae.

## Distribuzione e habitat
Questo pesce è diffuso in tutte le acque dolci dell'arcipelago indonesiano (Borneo e Sumatra) e in Malaysia.

## Riproduzione
La femmina depone 20-40 uova e, dopo la fecondazione, inizia l'incubazione in bocca per due settimane, durante le quali non si nutre.

## Alimentazione
Ha dieta onnivora, ma si ciba prevalentemente di insetti.

## Acquariofilia
Pescato nei luoghi d'origine per la commercializzazione in acquario, non è comunque molto diffuso. Ha carattere aggressivo nei confronti di altre specie. Pesce molto difficile da tenere richiede acqua tenera e acida e mangia cibo vivo o congelato